# Cele șapte potire

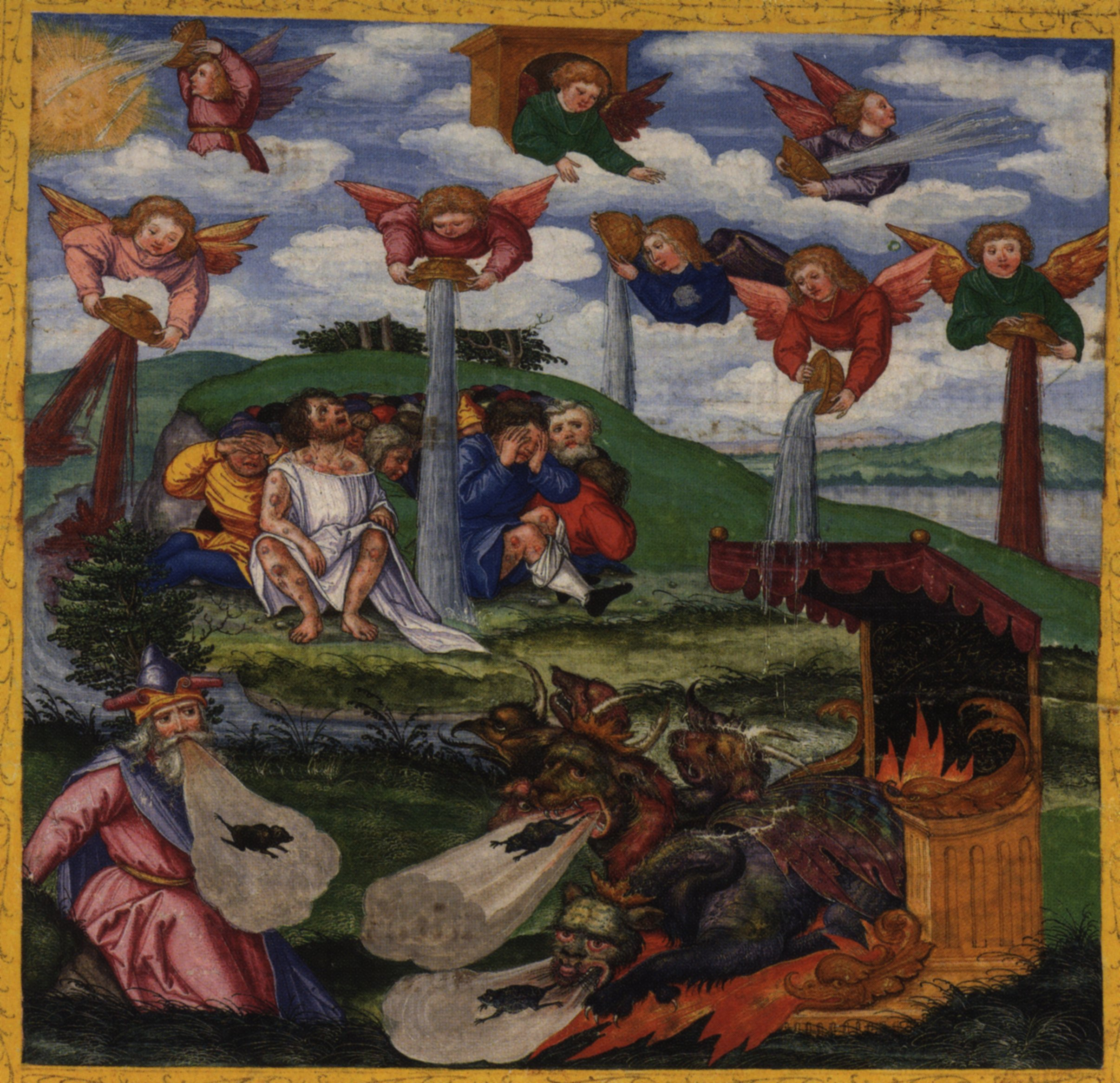
Revărsarea celor șapte potire ale mâniei / Primele șase plăgi, Apocalipsa 16:1-16. Matthias Gerung, c. 1531

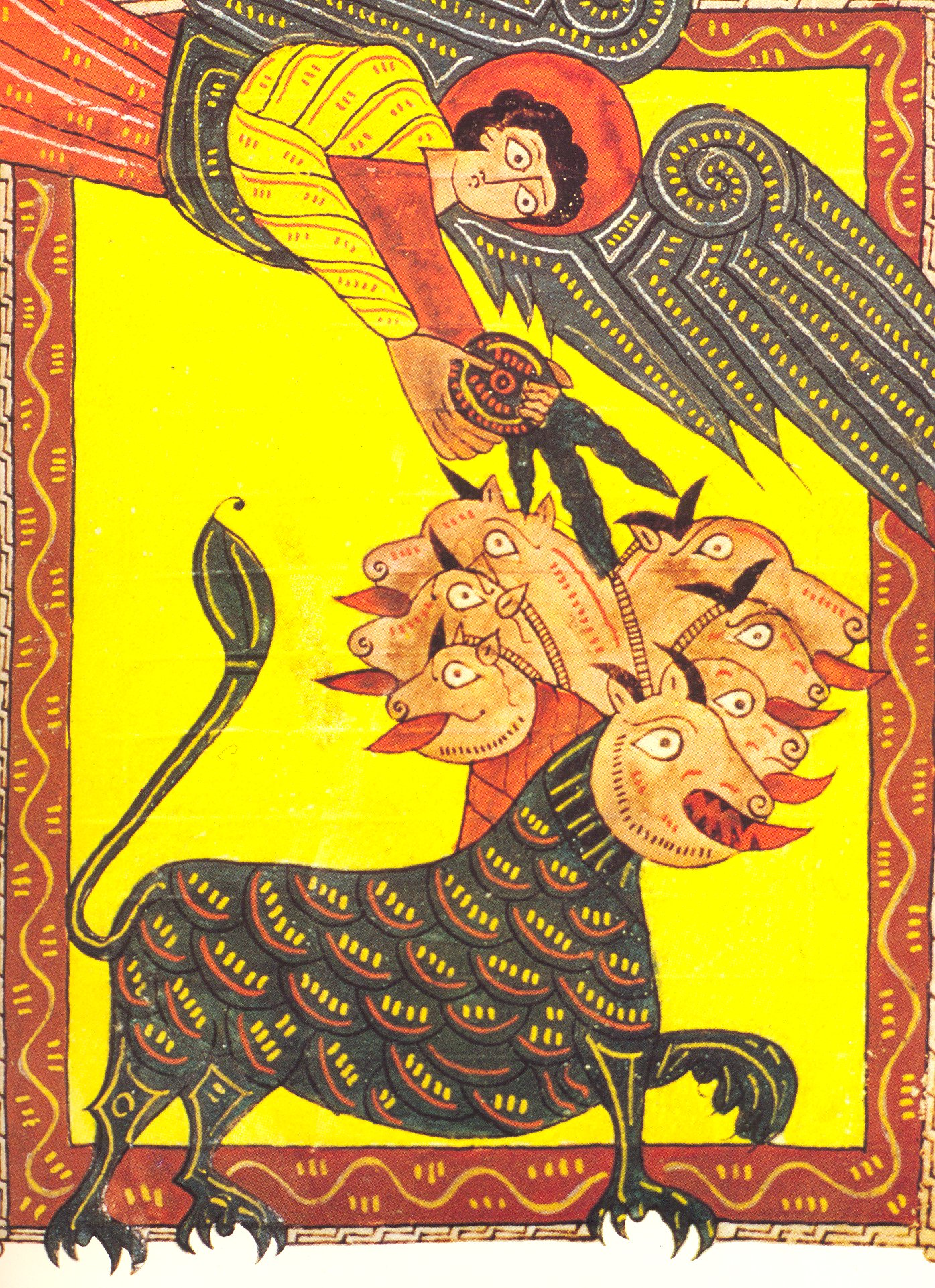
Primul potir, Bestia cu șapte capete.

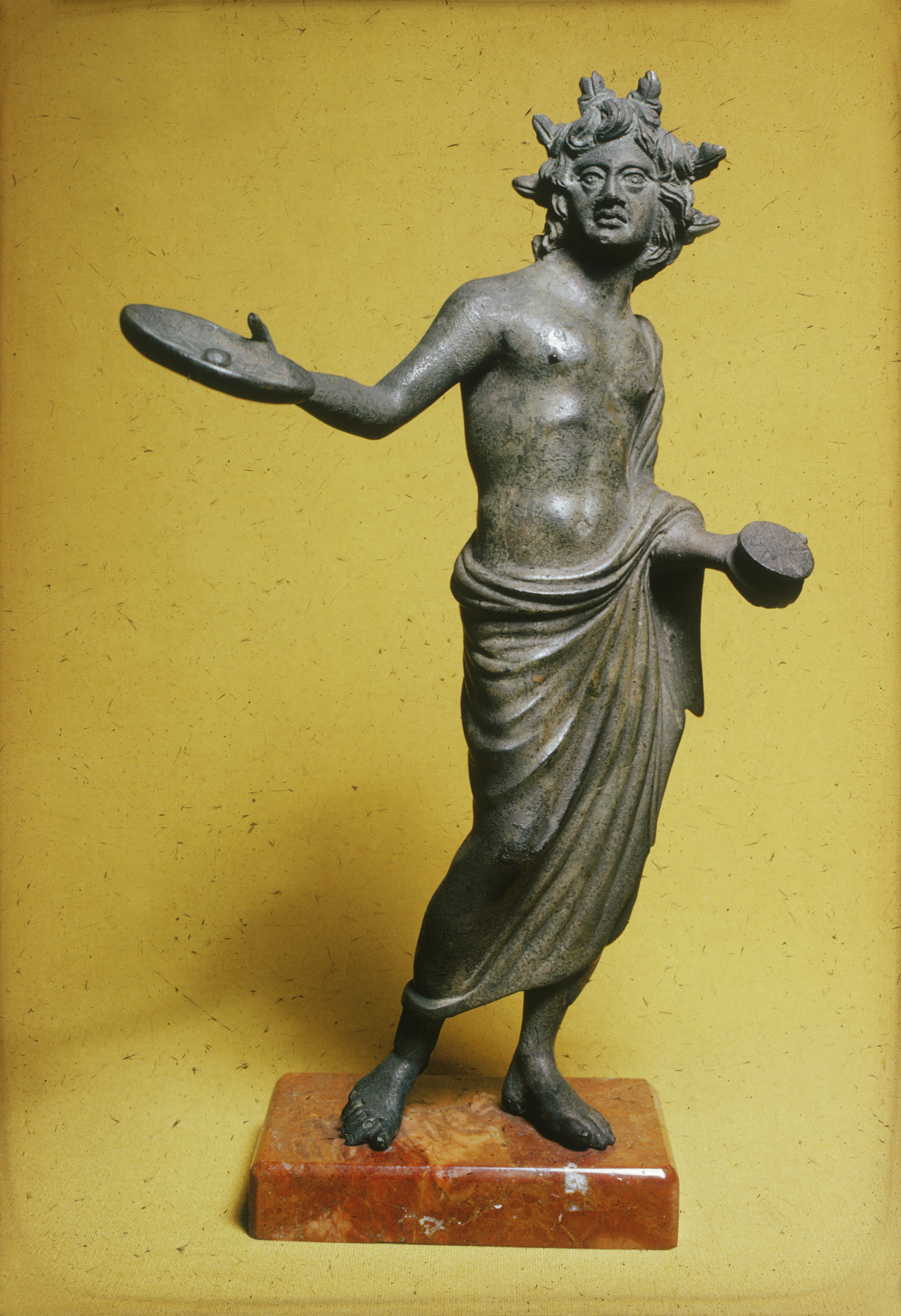
Statuia unui preot etrusc, ținând în mână o fiolă din care va turna o libație ; urgiile Apocalipsei sunt revărsate asupra lumii ca ofrandele.

Cele șapte potire (în greacă φιάλας, phialas (acc. pl.), nom. sing. φιάλη, phialē; tradus și ca pahare sau fiole) sunt un set de urgii menționate în Apocalipsa 16.  Ele sunt înregistrate ca evenimente apocaliptice care au fost văzute în viziunea Apocalipsei lui Isus Hristos, de către Ioan de Patmos. Șapte îngeri primesc șapte potire ale mâniei lui Dumnezeu, fiecare constând din judecăți pline de mânia lui Dumnezeu.  Aceste șapte potire ale mâniei lui Dumnezeu sunt turnate asupra celor răi și a urmașilor lui Antihrist  după sunetul celor șapte trâmbițe. 

## Plăgi

### Primul potir
Primul potir este turnat pe pământ și provoacă răni dureroase asupra tuturor celor care poartă semnul fiarei și care se închinau icoanei ei. 

### Al doilea potir
Al doilea potir este turnat pe mare. Marea se transformă în sânge ca de om mort și fiecare făptură vie din ea moare. 

### Al treilea potir
Al treilea potir este turnat peste râurile și izvoarele apelor care se transformă în sânge. „Îngerul apelor” rostește un discurs de laudă a dreptății lui Dumnezeu, care este repetat de un glas din altar. 

### Al patrulea potir
Al patrulea potir este turnat peste soare. Soarele dogorește oamenii, dar ei încă blesteamă numele lui Dumnezeu și nu se pocăiesc. 

### Al cincilea potir
Al cincilea vas este turnat pe tronul fiarei. Un întuneric gros copleșește împărăția fiarei, iar cei răi încă nu se pocăiesc. 

### Al șaselea potir
Al șaselea potir este turnat pe râul Eufrat. Râul seacă pentru a permite „împăraților din Răsărit” să treacă. Din gura balaurului, fiarei și profetului mincinos ies trei duhuri necurate care semănau cu niște broaște. Aceste spirite, numite necurate (însemnând improprii pentru consum în literatura biblică), fac miracole pentru a aduna națiunile lumii pentru a lupta împotriva forțelor binelui în bătălia de la Armaghedon. Viziunea este întreruptă de un glas care spune „Iată, Eu vin ca un hoț” și îi îndeamnă pe credincioși să rămână vigilenți. 
Alți cercetători ai Bibliei cred că marea bătălie escatologică nu este descrisă în aceste versete, fiind deja câștigată în momentul răstignirii lui Isus.

### Al șaptelea potir
Al șaptelea potir este turnat în văzduh. O voce tare de pe tron spune: „S-a isprăvit”. Au urmat tunete și fulgere și un cutremur care distruge orașele lumii și împarte „cetatea cea mare” în trei părți. Insulele și munții au dispărut, iar grindină mare, ale cărei boabe cântăreau aproape un talant, a căzut din cer peste oameni. Oamenii continuă însă să-L blesteme pe Dumnezeu. 

## Interpretări
Cele șapte potire / plăgi ale sfârșitului timpurilor au multe referiri la plăgile ieșirii israeliților din Egipt în Vechiul Testament. În timp ce, de exemplu, în a 10-a ciumă biblică israeliții au putut să se protejeze de efectele acesteia vopsindu-și casele cu sângele unui miel ca trăsătură de identificare, în urgiile de la sfârșitul timpurilor, sângele lui Isus este considerat trăsătura de identificare. Cu toate acestea, există și câteva diferențe:
1. Plăgile din timpul sfârșitului sunt șapte plăgi în loc de zece
2. Zona afectată este transnațională

Așa cum cele zece plăgi biblice au fost concepute pentru a-i scoate pe israeliți din robia Egiptului, scopul celor șapte plăgi este să-i convingă pe necredincioși să se pocăiască.